# Timphisini
Timphisini (auch: Timpisini) ist ein Inkhundla (Verwaltungseinheit) im Norden der Region Hhohho in Eswatini, an der Nordgrenze zu Südafrika. Das Inkhundla ist 87 km² groß und hatte 2007 gemäß Volkszählung 8471 Einwohner.

## Geographie
Das Inkhundla liegt im Norden der Region Hhohho im Quellgebiet des Flusses Mlumati (Lomati) mit dem Zufluss Dubekeni. Zusammen mit Mlilambi und Insolambi und anderen wird dieser kurz nach der Grenze in Südafrika am Driekoppies Dam zum Lake Matsamo aufgestaut. Hauptverkehrsader im Bezirk ist die MR 1, die bei Jeppe’s Reef nach Südafrika übertritt.

## Gliederung
Das Inkhundla gliedert sich in die Imiphakatsi (Häuptlingsbezirke) Hhohho, Ludzibiki, Mashobeni North und Mvembili.